# Pittosporum henryi
Pittosporum henryi är en tvåhjärtbladig växtart som beskrevs av Gowda. Pittosporum henryi ingår i släktet Pittosporum och familjen Pittosporaceae. Inga underarter finns listade.